# Rank viol
 Rank viol  (Viola persicifolia) er en 10-30 cm høj urt i viol-familien. 
Arten er kategoriseret som truet (EN - endagered) på den danske rødliste . Arten har altid været sjælden i Danmark og mange bestande rummer få individer. Den forekommer primært på Sjælland og Bornholm . Arten er sjælden i det øvrige Norden og forekommer hyppigst i Sverige . 

## Beskrivelse
I modsætning til flere andre arter indenfor slægten er rank viol uden bladroset. Den har en opret, glat stængel og bliver 10-30 cm høj. Bladene er gulgrønne, smalt ægformede til lancetformede. Bladene har en lige afskåret basis og bladstilken er vinget. Fodfligene er halvt så lange som bladstilken eller længere og er spredt tandede. 
Planten blomstrer i maj-juni med duftløse blomster. Blomsten er 10-15 (op til 20) mm og er typisk blegblå (kan forekomme hvide) med mørke striber og en kort spore  . 
 Hybridisering med hunde-viol (Viola canina) kan forekomme og danne større, sterile bestande . 

## Habitat og udbredelse
Rank viol vokser på fugtig, gerne kalkholdig, muldbund i moser, ferske enge, høeng, rigkær og søbredder   . Artens udbredelse trues særligt af mangel på forstyrrelser i form af græsning og høslæt, der fører til tilgroning af dens voksesteder. Derudover udgør hydrologiske ændringer i form af indvinding af grundvand og dræning en trussel . 
Rank viols naturlige udbredelse er i Eurasien fra Den Iberiske Halvø og De Britiske Øer i vest til Centralsibirien i øst. Mod nord findes rank viol naturligt forekommende op til midten af Sverige. Udbredelsesgrænsen mod syd går gennem det nordlige Balkan .